# Hornantenne
En hornantenne eller mikrobølgehorn er en ældre form for parabolantenne, der dog forstærker meget mere. 
Hvis man ser på TDC's tårn på Borups Allé i København, er alle meget store mikrobølgehorn fjernet, da der er kommet ny teknik til.